# Emīlija Sofija Druviņa
Emīlija Sofija Druviņa (* 15. August 2003) ist eine lettische Fußballspielerin. Von 2022 bis 2023 war die Mittelfeldspielerin auch A-Nationalspielerin.

## Karriere

### Vereine
Druviņa begann im Alter von zwölf Jahren in Iecava beim dort ansässigen FK Iecava mit dem Fußballspielen. 2021 wurde sie von der Frauenfußballabteilung des SK Super Nova aus Riga verpflichtet, in der sie sich nach und nach zur Stammspielerin entwickelte. Nach zwei Spielzeiten in der Latvian Women’s League schloss sie sich dem Stadtrivalen FK Metta an, für den sie seitdem spielt. Die Spielzeiten 2023 und 2024 wurden jeweils auf Platz 3 beendet; 2023 konnte das Finale um den Vereinspokal gegen den SFK Rīga gewonnen werden.

### Nationalmannschaft
Nachdem Druviņa für den LFF in sieben Jahren für die Nachwuchsnationalmannschaften der Altersklassen U15, U17 und U19 bereits 17 Länderspiele bestritten hatte, debütierte sie am 16. Februar 2022 in Alanya bei der Teilnahme ihrer Mannschaft am Turkish Women’s Cup beim 1:1-Unentschieden gegen die Nationalmannschaft Bulgariens mit Einwechslung für Tatjana Baličeva ab der 63. Minute. Auch im zweiten Turnierspiel drei Tage später bei der 0:3-Niederlage gegen die Nationalmannschaft Venezuelas wurde sie eingesetzt. Der einzige Sieg ihrer Mannschaft gelang am 22. Februar 2022 mit dem 1:0-Sieg über die Nationalmannschaft Litauens; in diesem wirkte sie jedoch nicht mit. Sie bestritt ferner das siebte und achte Spiel der WM-Qualifikationsgruppe D (1:0 vs. Luxemburg am 24. Juni 2022 in Riga, 2:3 vs. Nordmazedonien am 1. September 2022 in Skopje), nahm mit ihrer Mannschaft am Turnier um den Baltic-Cup teil, das nach der 2:3-Niederlage gegen die Nationalmannschaft Färöers im Halbfinale am 6. Oktober 2022 in Võru auf Platz 4 abgeschlossen wurde. Am 6. und 10. April 2023 war sie mit ihrer Mannschaft in Bulgarien Gast und wurde in zwei weiteren Turnierspielen eingesetzt (0:1 vs. Kosovo, 1:2 vs. Litauen; im Spiel um Platz 3). Am 14. und 17. Juli 2023 wurde sie zweimal im Kräftemessen mit der Nationalmannschaft Aserbaidschans eingesetzt; beide im Rigaer LNK Sporta Parks ausgetragenen Begegnungen endeten 1:1 unentschieden. Für ein größeres Turnier konnte sie sich mit ihrer Nationalmannschaft bislang nicht qualifizieren.

## Erfolge
- Dritter Lettische Meisterschaft 2023, 2024
- Lettischer Pokalsieger 2023